# Símbolos de Chihuahua (Chihuahua)
Los Símbolos de la Ciudad de Chihuahua son los emblemas representativos del municipio de Chihuahua, en el estado mexicano de Chihuahua.

## Escudo
El escudo de armas del estado de Chihuahua es de tipo gótico ojival, es decir, terminado en punta. (Esto es inusual entre los escudos de México, los cuales siguen la tradición heráldica española. Se dice que la forma de este se debe a que el creador fue un ciudadano francés avecindado en la Ciudad de Chihuahua, pero esto no es comprobable en 2007).
Está compuesto por una bordura de gules (rojo) en que en la parte superior se lee "San Felipe del Real de Chihuahua" acrónimo de Estado de Chihuahua y en los lados, el lema del estado "Valentía, Lealtad, Hospitalidad", en letras de plata y de lo mismo una flor de manzano en cada uno de los extremos superiores. El cuerpo principal del escudo está dividido en tres cuarteles asimétricos, separados entre ellos y de la bordura por una filete de hojas de laurel de sinople (verde), el cuartel jefe muestra sobre el fondo azur (azul) del cielo los tres cerros que dominan el paisaje de la ciudad de Chihuahua, capital del estado, que son "El Coronel", "Santa Rosa" y "Grande" en su color natural, y el primer plano de izquierda a derecha un malacate de minas, una sección del Acueducto de la capital del estado y un árbol de mezquite.
Cabe destacar la presencia simbológica de dos desiertos que caracterizan a nuestro estado, el de Samalayuca y el Bolsón de Mapimí situados al Norte y al sur de Chihuahua. El cuartel central se encuentra jaquelado de dieciséis piezas, ocho de plata y ocho de gules que representan los votos a favor y en contra que se emitieron para fundar la ciudad de Chihuahua en 1709 y que resultaron en un empate, y sobre ellos se encuentra los rostros de perfil de un conquistador español y un indio tarahumara viéndose de frente. En el cuartel inferior, de azul, el frontispicio de la catedral de Chihuahua en oro.
El Escudo de armas de la Ciudad de Chihuahua es exactamente igual al del estado solo con dos diferencias, de decir en Lugar de Estado de Chih, dice Sn Phe el Rl de Chih (San Phelipe el Real de Chihuahua).
La otra diferencia es que el escudo del estado no incluye los lambriques de oro y plata ni el yelmo.

## Bandera

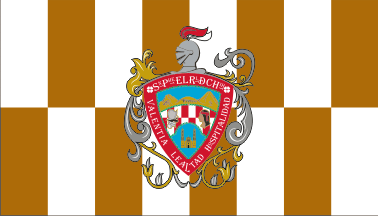
Bandera de la ciudad de Chihuahua.

El reglamento interior del municipio de Chihuahua establece en el artículo 194:

La bandera del municipio consiste en un rectángulo dividido en dieciséis rectángulos verticales en medidas idénticas, intercalados o de manera ajedrezada en el siguiente orden a partir del asta: Blanco y dorado en la parte superior los primeros ocho, y en la parte inferior los ocho restantes, empezando con el dorado para concluir con el blanco, figurando al centro de la bandera el escudo de San Felipe el Real de Chihuahua, con un diámetro de tres cuartas partes del ancho de los cuatro rectángulos centrales vistos al fondo, dicho escudo con los colores que lo caracterizan en su escudo de armas propuesto por la Sociedad Chihuahuense de Estudios Históricos, al pie del mismo una estola de color blanco, sostenida en cada extremo por la figura completa de dos perros chihuahueños parados en dos patas, dicha estola contiene la redacción en su texto antiguo “Cd. de Chihuahua”, en la moharra podrá llevar un lazo o corbata de color dorado. La proporción entre anchura y longitud de la bandera, es de cuatro por siete.

### Historia
En octubre de 2005 el ayuntamiento de Chihuahua propuso un concurso para diseñar la bandera del municipio. En sesión extraordinaria de cabildo de 12 de octubre de 2006 la propuesta de Bonifacio Martínez García fue designada como ganadora del concurso. En el Instituto de Cultura del municipio se develó una placa en honor del creador de la bandera.

### Protocolo
La bandera tiene uso oficial en los actos protocolarios del ayuntamiento del municipio de Chihuahua, es la enseña oficial de las autoridades del municipio como el alcalde y los miembros del honorable ayuntamiento. Esta bandera también tiene uso oficial en eventos cívicos, luctuosos, deportivos y culturales que representa al municipio o la ciudad capital.

## Otros símbolos

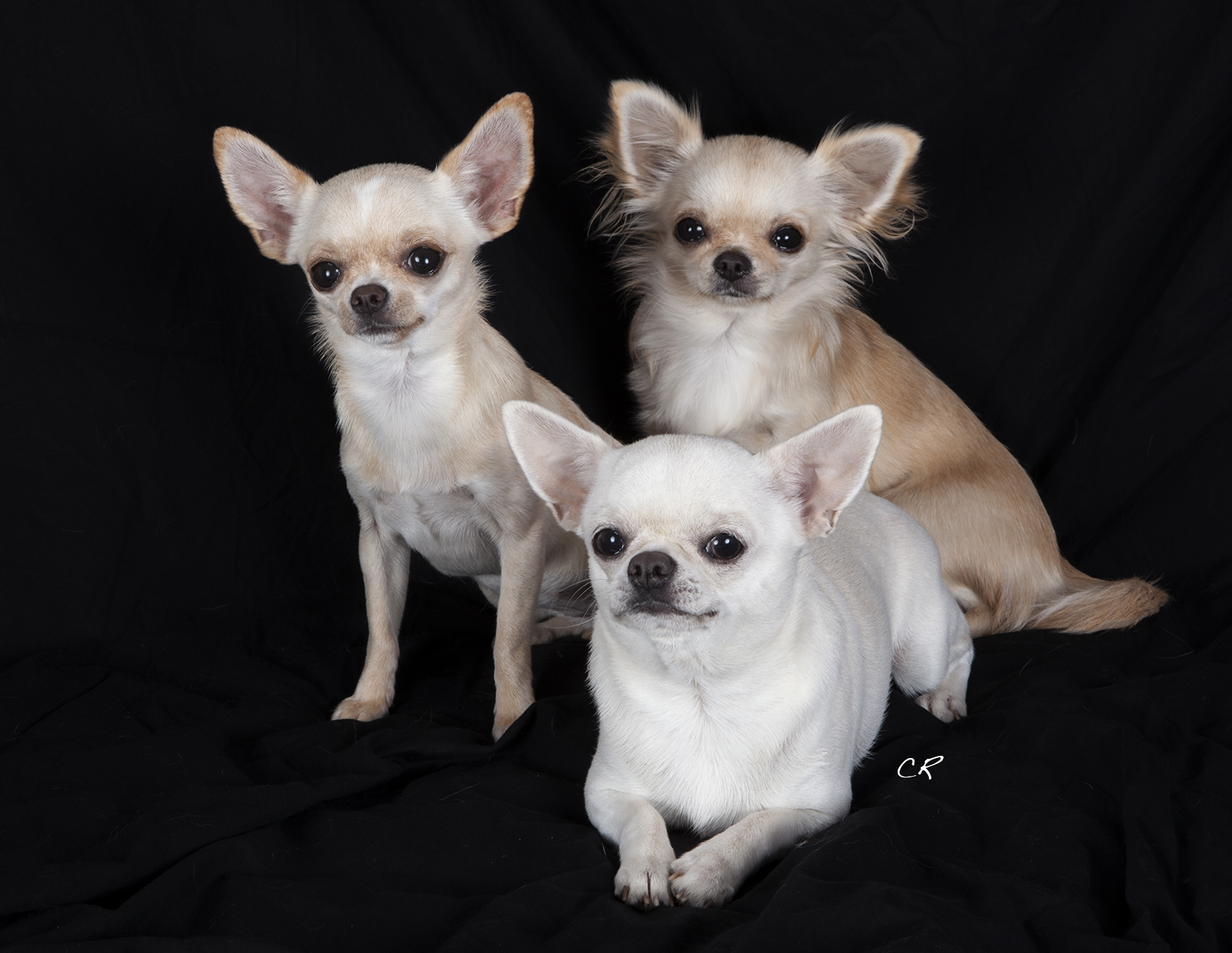
Perros chihuahueños.

Los símbolos más importantes de la Ciudad de Chihuahua son la Catedral de Chihuahua, la Ángel de la Libertad, la Quinta Gameros y El Toro, monumentos emblemáticos e hitos de referencia de la ciudad capital chihuahuense.
Entre los símbolos representativos de la ciudad, están los perros chihuahueños y su música polka y redovas.